# Abendländischer Lebensbaum
Der Abendländische Lebensbaum (Thuja occidentalis), auch Abendländische Thuja oder Gewöhnliche Thuja genannt, ist eine Pflanzenart aus der Gattung der Lebensbäume (Thuja) in der Familie der Zypressengewächse (Cupressaceae).

## Beschreibung

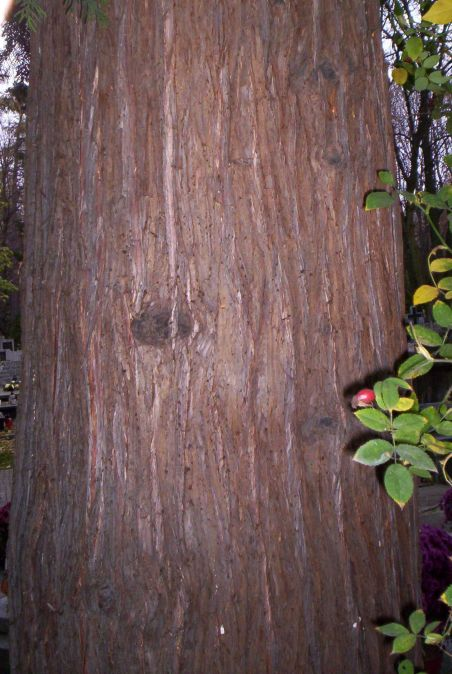
Borke

### Vegetative Merkmale

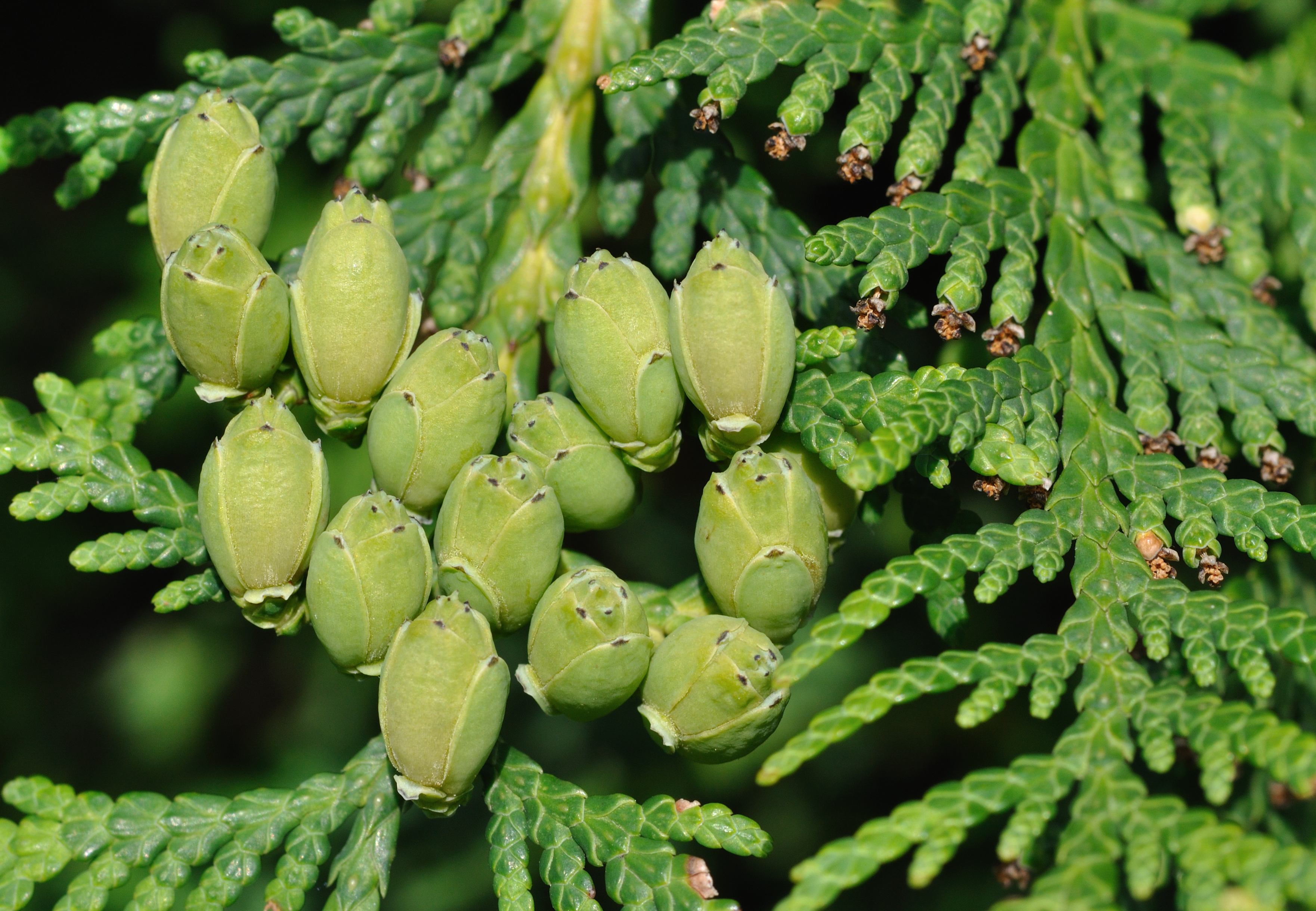
Zweige mit Zapfen

Der Abendländische Lebensbaum ist ein immergrüner Baum. Er erreicht Wuchshöhen von etwa 20 Metern (in Einzelfällen bis maximal 38 Metern) bei einem Stammdurchmesser von 0,9 Metern (maximal 1,8 Metern). Er wächst sehr langsam; der jährliche Höhenzuwachs beträgt maximal etwa 20 Zentimeter. Exemplare über 10 Metern stehen häufig etwas schief und werden dann oft vom Sturm umgeworfen. Der Abendländische Lebensbaum kann bis zu 180 Jahre alt werden.
Die Borke ist orangebraun und längsrissig. Die meist dünne und locker beastete Baumkrone wächst kegelförmig mit schmaler, runder Spitze und aufwärts gerichteten Zweigen. Die häufig hängenden Zweige enden in nach oben gedrehten Zweigspitzen. Die schuppenförmigen Blätter haben eine gleichförmig hellgrüne bis gelbliche Blattunterseite.

### Generative Merkmale
Der Abendländische Lebensbaum ist einhäusig getrenntgeschlechtig (monözisch), es befinden sich also männliche und weibliche Zapfen an einem Pflanzenexemplar. Die männlichen Zapfen sind rötlich und 1 bis 2 Millimeter groß. Die weiblichen Zapfen sind hellbraun und bilden sich oft so reichlich, dass die ganze Baumkrone hellbräunlich aussieht. Sie besitzen meist zwei Paare fertile Samenschuppen. Die aufrecht stehenden, 6 bis 14 Millimeter großen Zapfen klaffen schon bald bis zum Basisansatz der Schuppen auf und enthalten etwa acht Samen. Der rötliche Same ist einschließlich der Flügel 4 bis 7 Millimeter groß.
Die Chromosomenzahl beträgt 2n = 22.

## Inhaltsstoffe
Das Holz, die Zapfen sowie die Zweigspitzen enthalten ätherische Öle aus Monoterpenen, wobei Thujon den größten Teil ausmacht. Somit ist der Verzehr giftig. Schon durch das Berühren der Zweigspitzen kann es auf den betroffenen Stellen zu Rötungen und Juckreiz kommen. Nach Verzehr giftiger Pflanzenbestandteile kann es neben Schleimhautreizungen zu Magen-Darm-Beschwerden mit Übelkeit, Brechreiz, Blähungen und Durchfall kommen. In seltenen Fällen wurden Schäden an Nieren und Leber sowie Krampfanfälle beobachtet. Für Tiere kann der Verzehr tödlich sein.

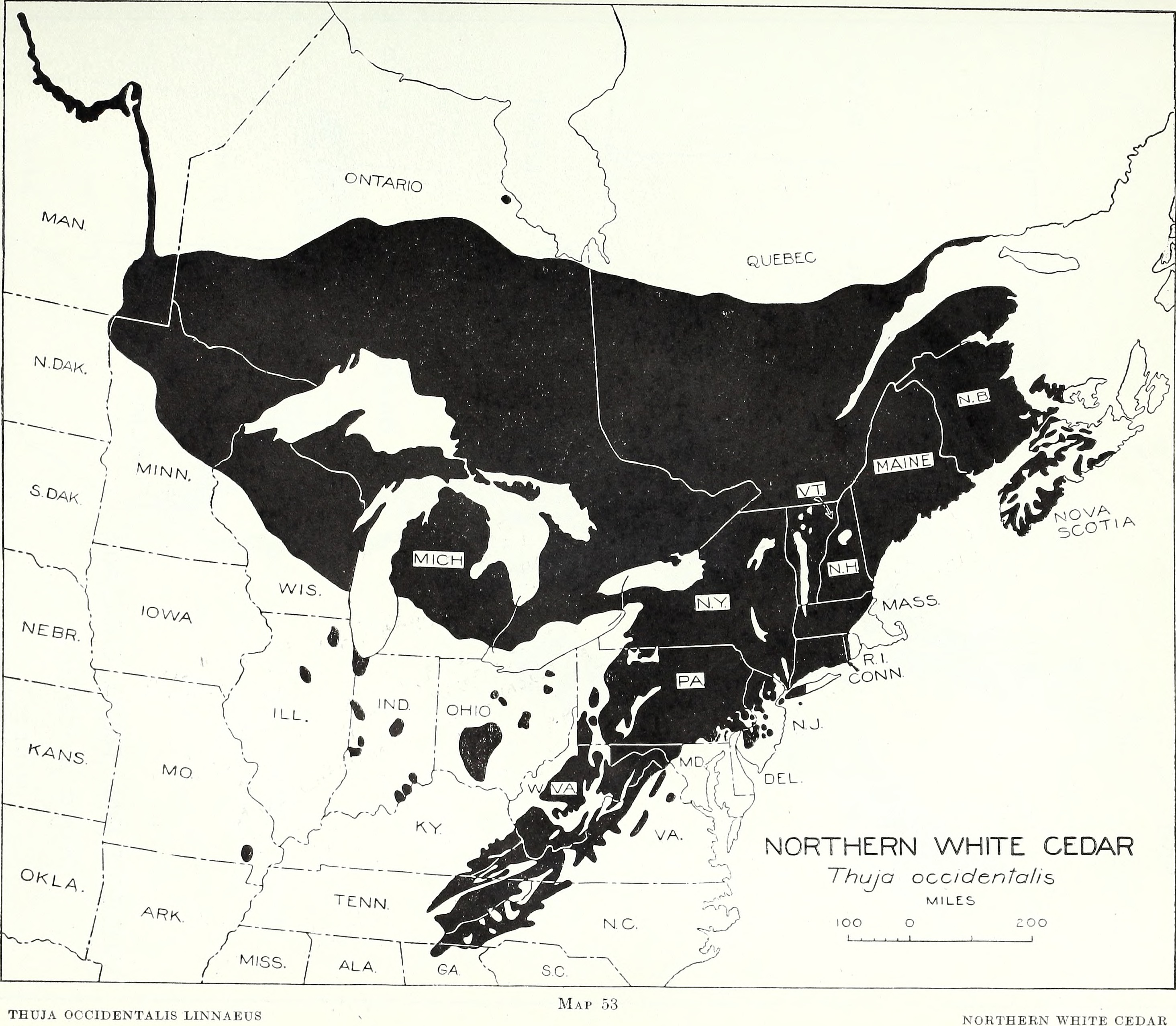
Natürliches Verbreitungsgebiet im Jahr 1938

## Vorkommen und Nutzung
Der Abendländische Lebensbaum ist in Ostkanada und den nordöstlichen USA mit einem Hauptverbreitungsgebiet rund um die Großen Seen heimisch. Dort gehört er zu den bedeutendsten Waldbaumarten.
In Europa wird er überall häufig angepflanzt, und zwar überwiegend als zypressenähnlicher Baum auf Friedhöfen sowie als ganzjährig blickdichte Hecke in Gartenumfriedungen. Regelrecht in Massen werden die zahlreichen oft zwergwüchsigen Zuchtformen angepflanzt.
Auf nassen Böden wächst der Abendländische Lebensbaum am besten, verträgt aber auch trockene Standorte, vor allem wenn sie schattig sind.

## Zuchtformen
- ‘Fastigiata’: 1865 entstanden. Schmal kegelförmig, aber weniger säulenförmig als 'Spiralis'. Diese Zuchtform wird bis 15 Meter hoch und hat schlanke und aufrechte Zweige.
- ‘Lutea’, auch bekannt als ‘George Peabody’ („Gelber Lebensbaum“):[4] Diese Zuchtform wächst meist schöner als der Typ, ist aber dennoch selten. Sie wird bis 17 Meter hoch und bildet an einem kräftigen Stamm eine dichte Krone aus; die junge Belaubung ist goldgelb gefärbt.[5]
- ‘Rheingold’: Diese Form ist meist vielstämmig und wird nur etwa 4 Meter hoch mit rundlich-kegelförmiger Krone. Die Belaubung ist ganz hellgelb, im Frühjahr fast orange und im Winter etwas bräunlich.[5]
- ‘Rosenthalii’ („Säulenlebensbaum“):[4] Ein bis 5,5 Meter hoher, säulenförmig wachsender Baum.[6]
- ‘Spiralis’: 1923 entstanden. Sehr schmale und spitze Säulenform mit tiefgrüner Belaubung, die im Winter etwas bräunlich wird. Sie erreicht eine Wuchshöhe von etwa 15 Meter; die Zweige sind kurz, spiralig gedreht und aufwärts gebogen.[7]
- ‘Brabant’: Kegelförmig, mittelhoher Baum, dichtverzweigt. Höhe 20 bis 25 Meter, Breite 3 bis 4 Meter. Ganzjährig grün, im Winter nicht verfärbend.
- ‘Columna’: Schmal säulenförmiger Großstrauch bis Kleinbaum und langsamwüchsig. Höhe 5 bis 8 Meter, Breite 1 bis 1,5 Meter. Beständige Säulenform, im Alter nicht ausgebreitet.
- ‘Holmstrup’: In der Jugend säulenförmig und im Alter schmale Kegelform, langsamwüchsig und dicht verzweigt. Höhe 3 bis 4 Meter, Breite 0,8 bis 1,5 Meter. Frosthart und besonders windresistent.
- ‘Smaragd’: Kegelförmiger Großstrauch, dicht und gedrungen langsamwüchsig. Höhe 3 bis 5 Meter, Breite 1 bis 2 Meter. Frischgrün, im Winter nicht verfärbend. Frostharte, robuste und windresistente Sorte. Beste Heckenpflanze.
- ‘Sunkist’: In der Jugend sehr schmal kegelförmig und langsamwüchsig, im Alter breit kegelförmig und stark wachsend. Höhe 3 bis 4 Meter, Breite 0,8 bis 1,5 Meter. In der Jugend goldgelb, im Alter zitronengelb bis hellgrün, im Winter bronzefarben.
- ‘Tiny Tim’: Kugelförmiger Zwergstrauch. Höhe 0,5 bis 1 Meter, Breite 0,8 bis 1,5 Meter. Frischgrün, im Winter bronzefarben.

## Bilder

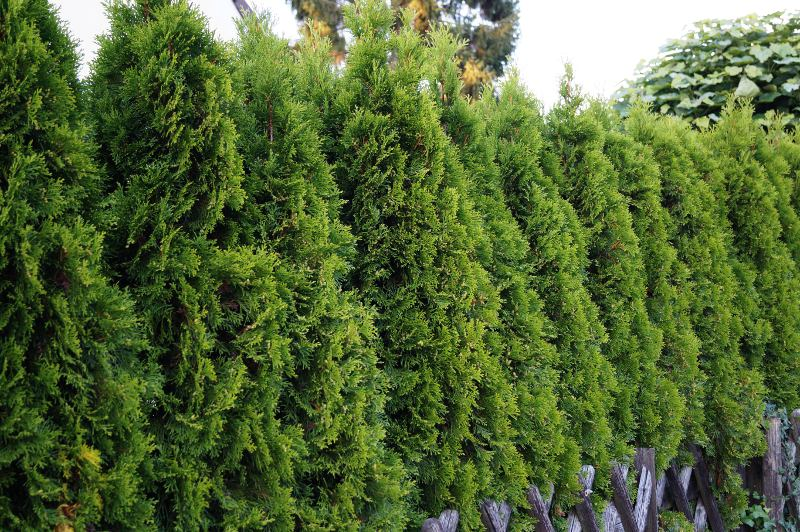
Sorte 'Smaragd' als Heckenpflanze
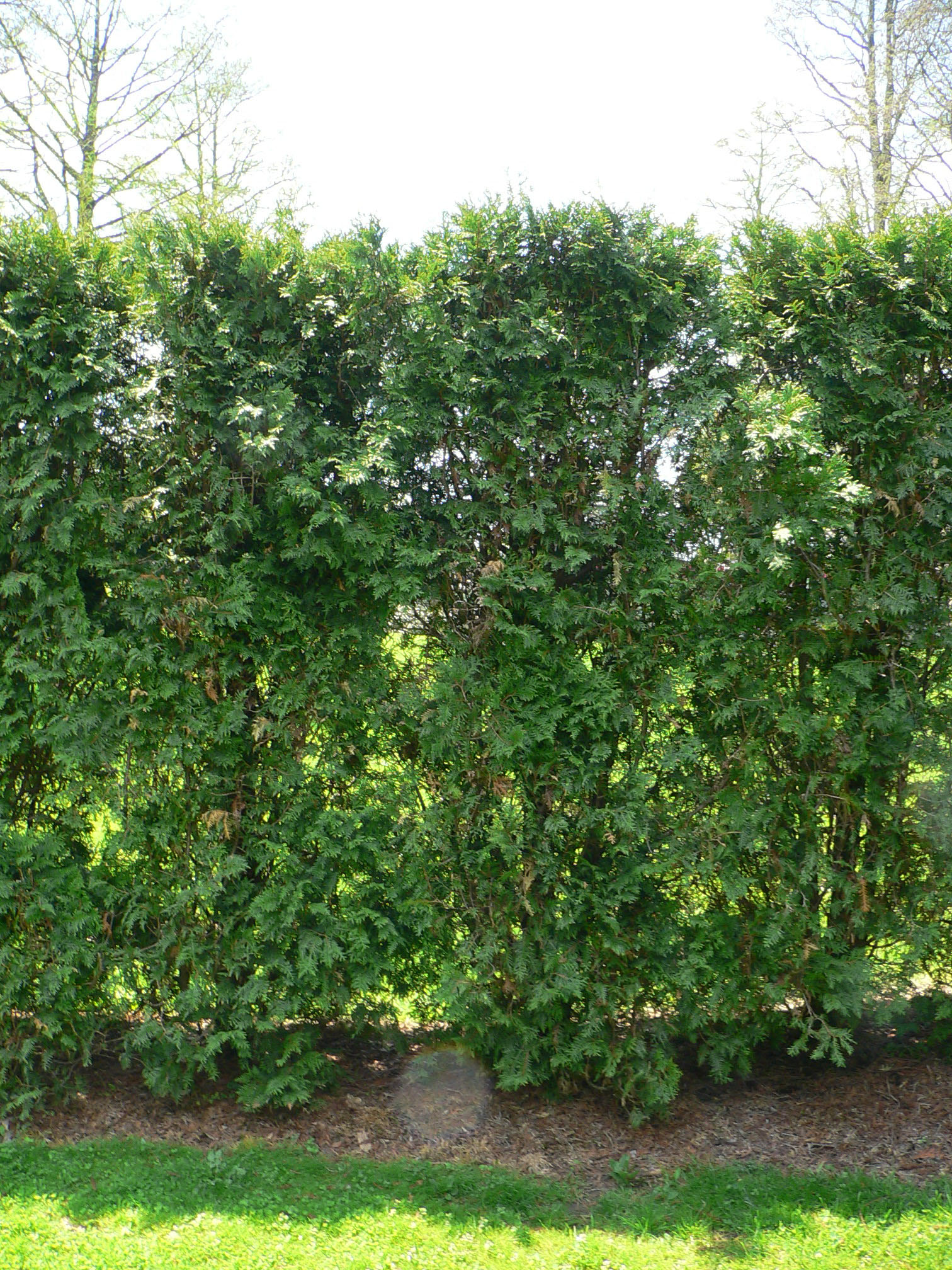
Immergrüne Hecke
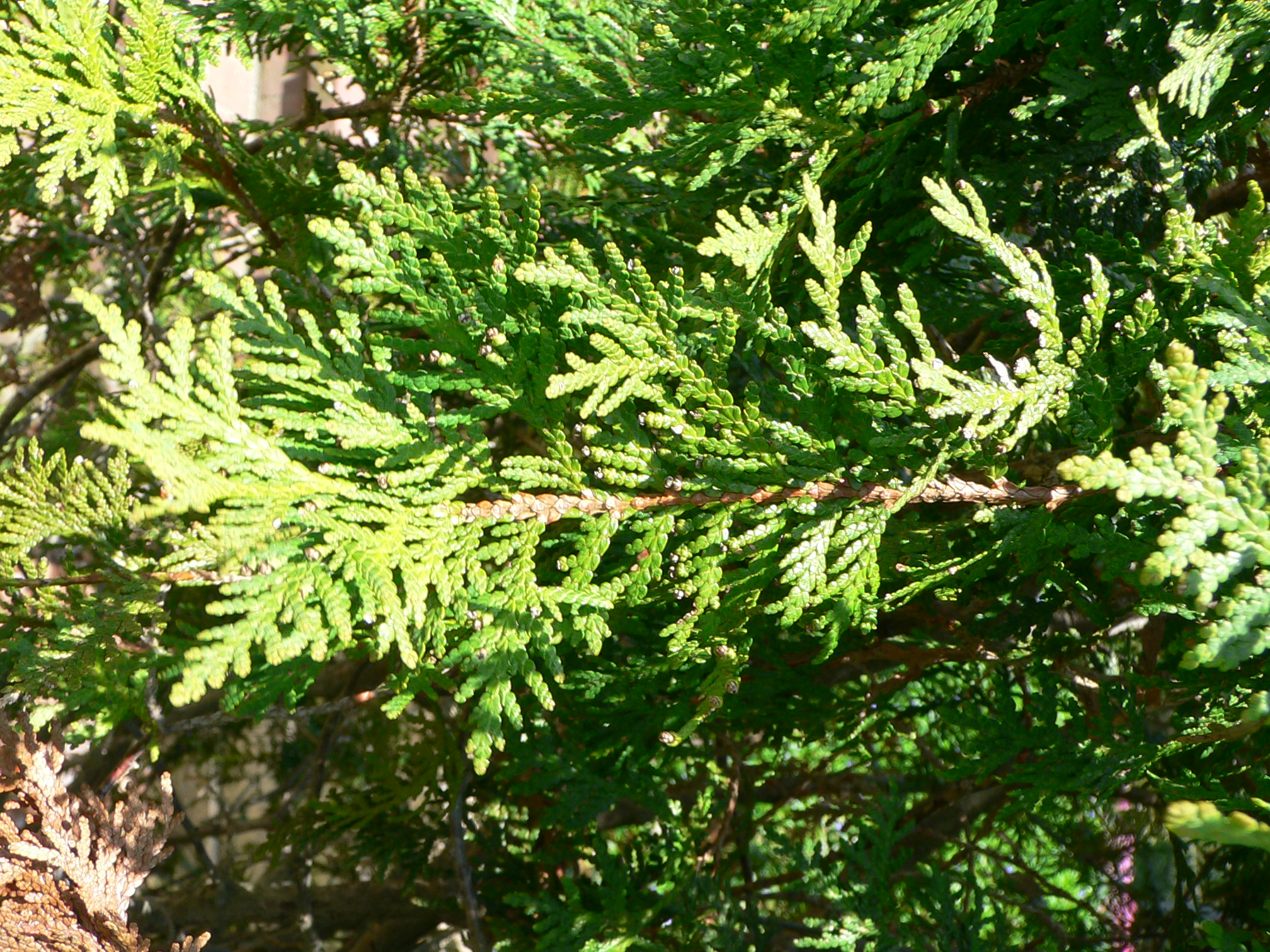
Zweig
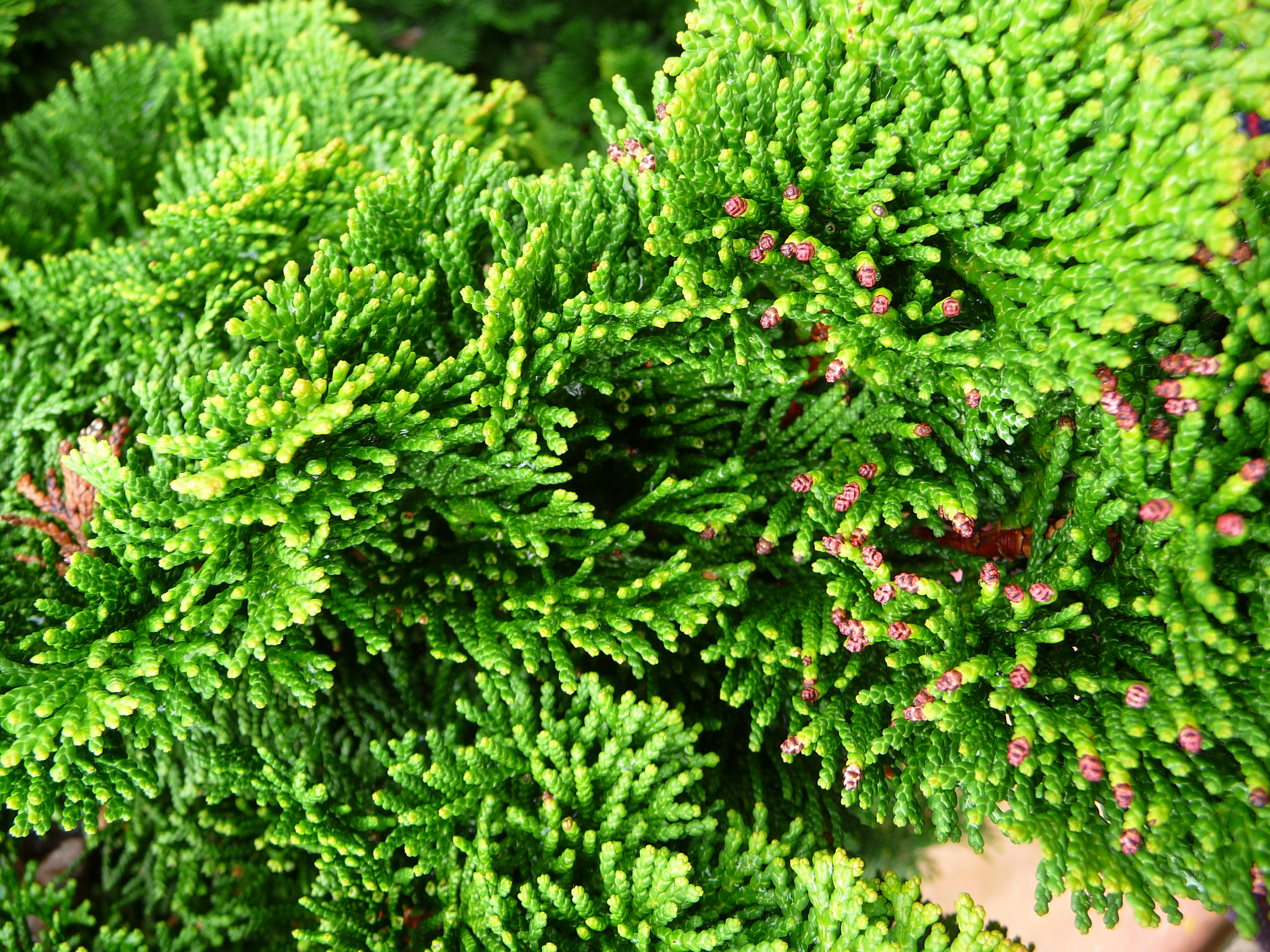
Im Frühjahr
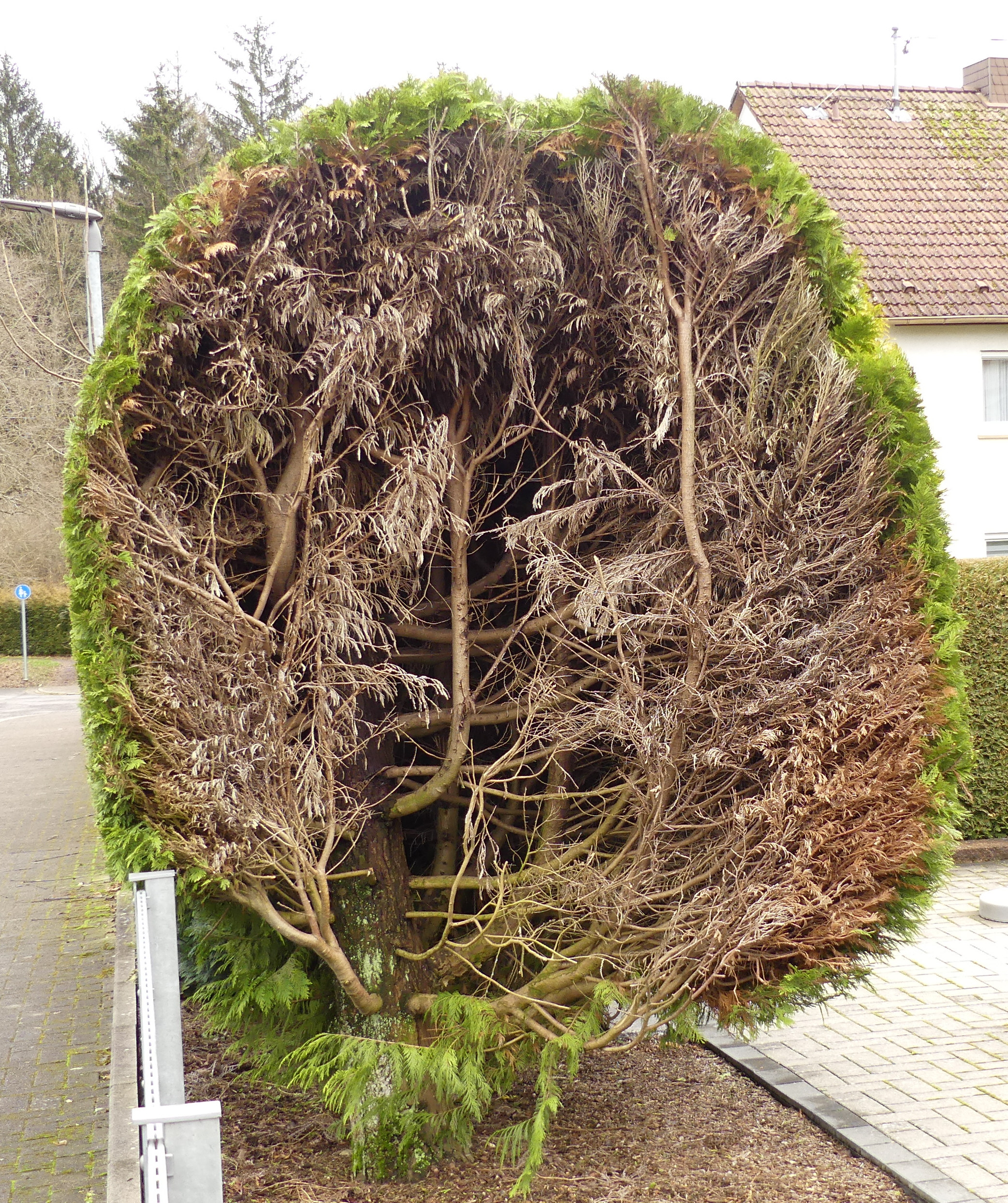
Ältere Thuja-Hecke, innen verkahlt
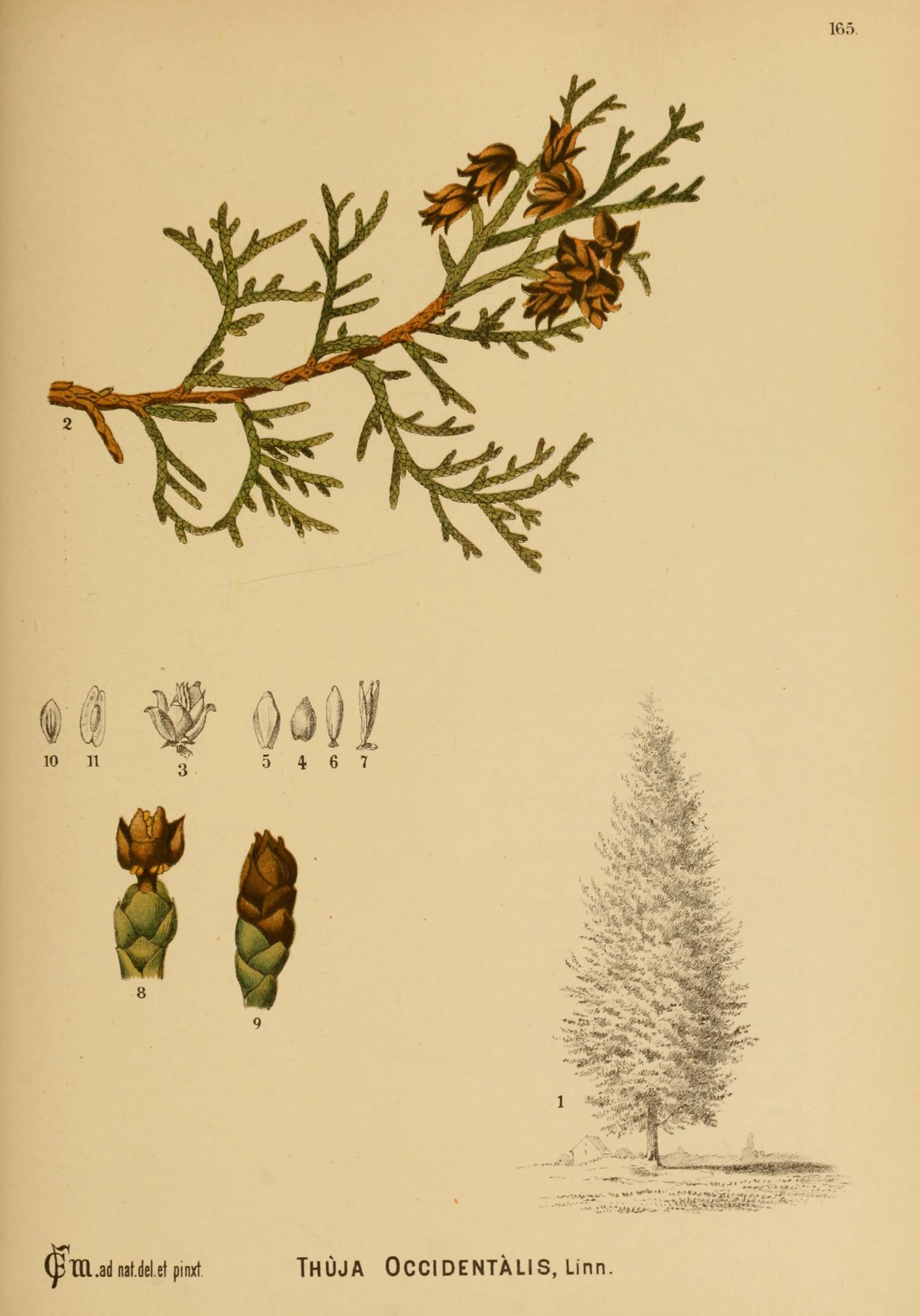
Illustration